# Hemiphlebia
Hemiphlebia é um género de libelinha da família Hemiphlebiidae.
Este género contém as seguintes espécies:
- Hemiphlebia mirabilis